# Vato
Vato – pierwszy singel amerykańskiego rapera Snoop Dogga, który promował album pt. Tha Blue Carpet Treatment. Został wydany w sierpniu 2006 roku. Muzyka wspomógł B-Real - członek zespołu hip-hopowego Cypress Hill. Słowo „Vato” w slangu Chicano oznacza „ziomek”, czyli przyjaciel.
Do utworu powstał teledysk. Reżyserem był Philipp G. Atwell. Premiera klipu odbyła się 30 sierpnia 2006 roku na kanale telewizyjnym BET. Oprócz zwykłej wersji wideo, powstała także animowana. Premiera odbyła się na oficjalnej stronie Snoop Dogga.

## Lista utworów
Opracowano na podstawie źródła.
1. "Vato” (LP Version)
2. "Vato” (Instrumental)
3. "Candy” (LP Version)
4. "Vato” (wideo)

## Notowania
| Notowanie (2006)        | Najwyższa pozycja |
| ----------------------- | ----------------- |
| Hot R&B/Hip-Hop Songs   | 85                |
| Australia Singles Chart | 55                |